# Gazi Golam Mostafa
Gazi Golam Mostafa est un politicien de la Ligue Awami du Bangladesh et un ancien membre de l'assemblée provinciale du Pakistan oriental.